# Andreas Grothusen
Andreas Grothusen (* 30. November 1943 in Berlin) ist ein deutscher Schauspieler.

## Leben
Er wirkte nach seiner Ausbildung an der Berliner Schauspielschule Hannie Herter in bisher über 60 Fernsehproduktionen mit. Grothusen spielte und spielt insbesondere in Fernsehserien wie Unser Lehrer Doktor Specht, Ein Bayer auf Rügen oder City Express. Er war mehrfach in der Serie Liebling Kreuzberg tätig, für die 1987 Jurek Becker für das Drehbuch, Heinz Schirk für die Regie und Manfred Krug für seine Schauspielkunst mit dem Adolf-Grimme-Preis mit Gold ausgezeichnet wurden.
Im Jahr 1985 gehörte Grothusen zur Besetzung im Kinofilm Didi und die Rache der Enterbten, einer typischen Hallervorden-Komödie. In jüngerer Zeit war Grothusen in dem ZDF-Film Das weiße Rauschen aus der Serie Der letzte Zeuge in der Rolle des Hans Fissle zu sehen (Oktober 2004). Daneben ist er als Synchronsprecher tätig.
Grothusen wohnt auf dem Steglitzer Fichtenberg, einer schon im 19. Jahrhundert besonders bevorzugten Wohngegend mit prätentiösen Villen und bekannten Persönlichkeiten der verschiedensten Berufsgruppen. Über die Menschen und Häuser auf dem Hügel schrieb Grothusen ein freundlich-ironisch-distanziertes Buch, das im Jahr 2000 erschien.

## Filmografie (Auswahl)
- 1985: Didi und die Rache der Enterbten
- 1985: Novembermond
- 1988: Ein Schweizer namens Nötzli
- 1989: Die Senkrechtstarter
- 1990: Dr. M
- 1991: Company Business
- 1992: Otto – Der Liebesfilm
- 1992: Die Tigerin
- 1993: Ein Mann am Zug (Serie)
- 1994: Burning Life
- 1997: Alarm für Cobra 11 – Die Autobahnpolizei: Die Notlandung
- 2018: SOKO Wismar (Fernsehserie): Weggesperrt

## Synchronrollen (Auswahl)

### Filme
- 1991: William Henry Bennet als Band-Dirigent in Nur Fliegen ist schöner
- 1992: Howard Storey als Cop in Christmas Snow
- 1995: Randy Oglesby als Barry in Tod im Schlafzimmer
- 2003: Robert Miranda als Artie, Vanns Cousin in A Bright Shining Lie – Die Hölle Vietnams
- 2006: Michael Murphy als Aubrey in An ihrer Seite

### Serien
- 1995: Kevin McNulty als Capt. Greg Burdage in Der Polizeichef
- 1995: Masaki Aizawa als Handlanger B in Z wie Zorro
- 1998: Geoff Adams als Ben Stout in Der Sentinel – Im Auge des Jägers
- 2000: Nynno Ahli als Zahlungs-Offizier in JAG – Im Auftrag der Ehre
- 2001: Michael Adler als Arzt in Emergency Room – Die Notaufnahme
- 2009: Jesse D. Goins als Hotelmanager in Prison Break

## Veröffentlichung
- Andreas Grothusen: Die dort Droben – Menschen und Häuser des Steglitzer Fichtenbergs. Accurat-Verlag, Berlin 2000, ISBN 3-926578-39-4.
- Wilhelmine – Eine Liebe in Preußen, Anthea Verlag, 2015